# Zephyr 21
«Zephyr 21» — французький музичний гурт з Монпельє, створений 2003 року, основним напрямом в стилі є мелодичний панк-рок. Він складається з вокаліста-гітариста Mickaël Merrheim, вокаліста-басиста Shango Walungua та вокаліста-барабанщика Jean-Noël Joret (JN). Гурт випустив чотири платівки.

## Історія

### З 2009
Anthony Sanchis, гітарист гурту Pretty Johnny, входить до складу Zephyr 21 як бас-гітарист. Невдовзі група підписує контракт з NFFP Records по випуску альбому «Album de reprise volume 1». Це третій альбом, що складається виключно з французьких хітів, що виконані у стилі Zephyr 21. Альбом буде завершено в 2010 році.
В 2011 році з'являється перевидання (рожеве) «Nom d'un Cactus!» на NFFP Records.
У 2012 році групою анонсовано четвертий альбом «Bikinis, Complots & Gros calibres» на NFFP Records , що вийшов в березні 2013 року.

### В 2014 році
В травні 2014 Anthony Sanchis, басист гурут, повідомив що він покидає гурт. 18 травня 2014 року Anthony офіційно вийшов зі складу гурту.
10-го липня 2014 анонсовано ім'я нового басисту Zephyr 21, а саме Shango Walungua.

## Склад гурту
Сучасний склад
- Jean-Noël Joret — ударні, вокал
- Michaël Merrheim — гітара, вокал
- Shango — бас-гітара, бек-вокал

Колишні учасники

## Дискографія

### Альбоми
- 2006 «Si t'as faim» (Autoproduction)
- 2009 «Nom d'un Cactus !» (Autoproduction)
- 2010 «Album de reprise volume 1» (NFFP Records)
- 2013 «Bikinis, Complots & Gros calibres» (NFFP Records)

### Міні-альбоми
- 2004 «Revenons à nos Moutons» (Autoproduction)
- 2010 «Album acoustique volume 1» (Autoproduction)
- 2012 «L'EPc4lypse 2012» (NFFP Records)

### Відеографія
- 2007 «Il est temps de se quitter»
- 2007 «Ma copine est une lesbienne»
- 2008 «Je te survivrai»
- 2009 «Et j'attends»
- 2010 «Pardon maman»
- 2011 «Depuis cette pause»
- 2011 «Les demoiselles de Rochefort»
- 2012 «Pour 5 minutes de plus»
- 2013 «Danse bouge saute chante»
- 2013 «Par un pigeon»
- 2013 «Un nouvel ordre bancal»
- 2014 «Avec Shango»
- 2014 «Dans mon 4x4»
- 2015 «Sans Bégayer»